# Lauron (Roboter)

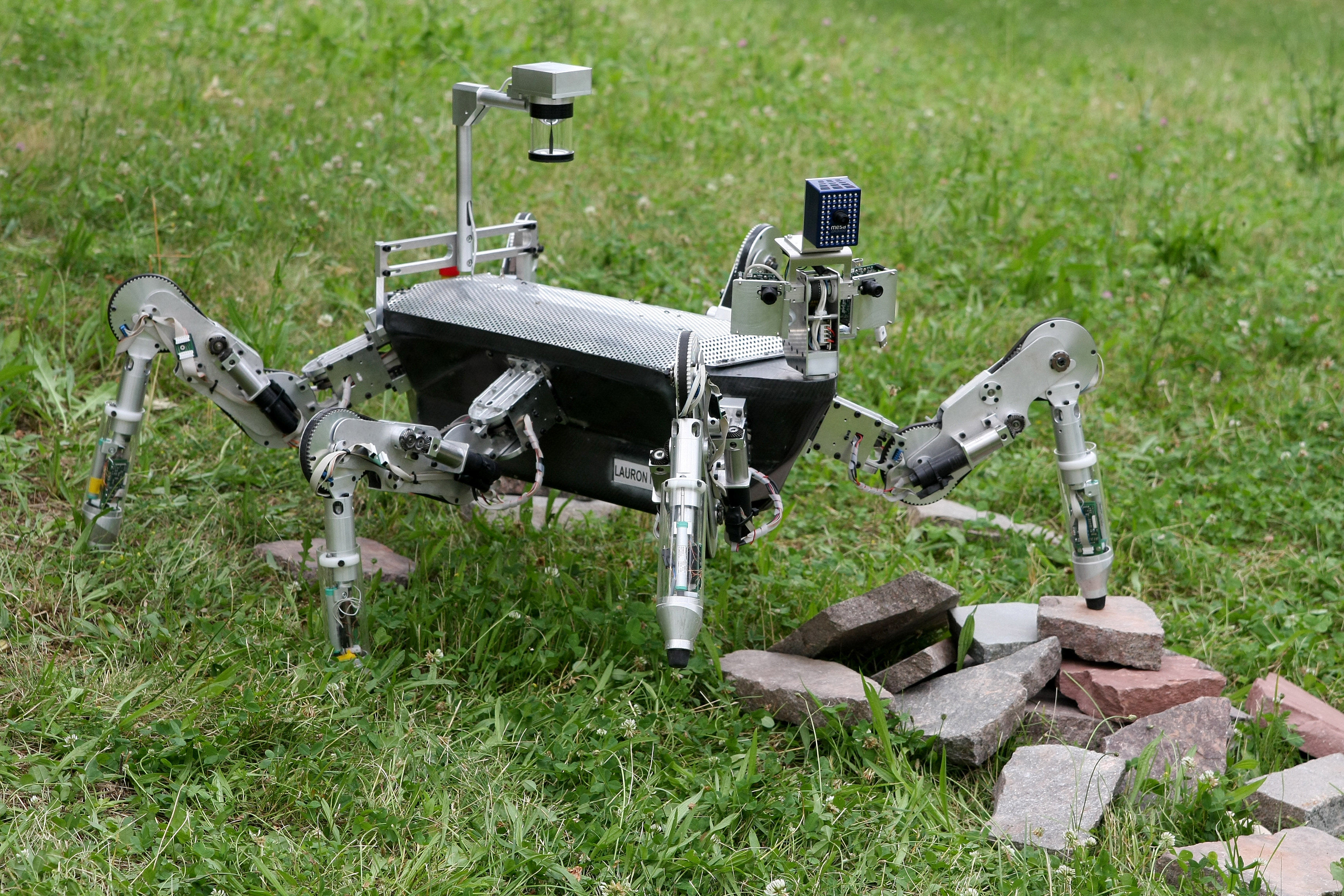
Lauron IVc, 2009

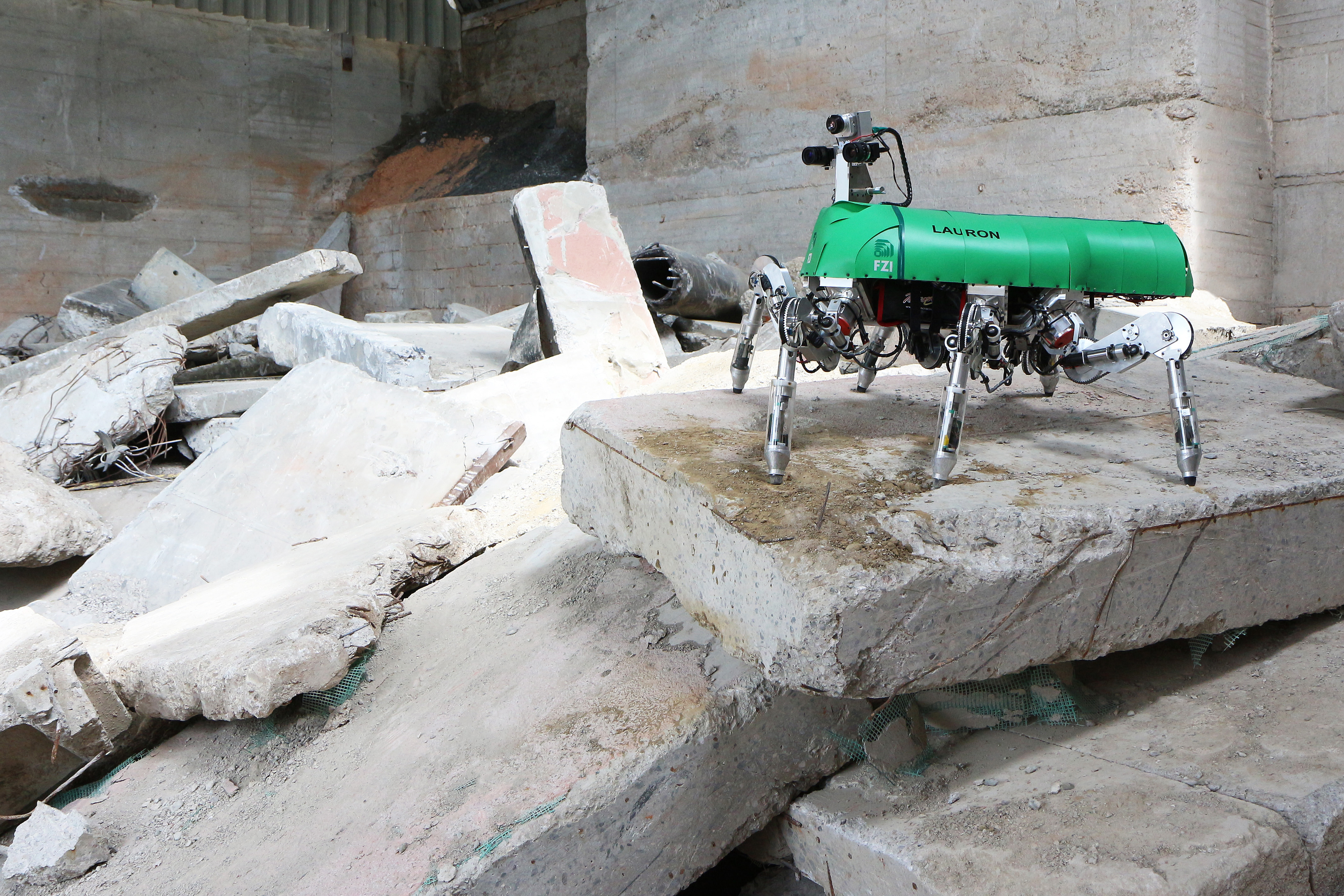
Lauron V, 2013

Lauron (Eigenschreibweise LAURON) ist ein vom FZI Forschungszentrum Informatik in Karlsruhe entwickelter sechsbeiniger Laufroboter. Als biologisches Vorbild für die Mechanik und die Bewegungssteuerung diente die indische Stabschrecke. Die Lauron-Reihe begann mit Untersuchungen zum sechsbeinigen Laufen und führte im Jahr 1994 zu dem ersten Laufroboter Lauron, der im Rahmen der CeBIT in Hannover der Öffentlichkeit vorgestellt wurde. Von dieser ersten Generation, die im Gegensatz zur aktuellen Generation noch mit neuronalen Netzen gesteuert wurde, stammt auch der Name als Ableitung von „LAUfender ROboter Neuronal gesteuert“. Die aktuelle Generation Lauron V, wurde 2013 fertiggestellt.

## Überblick
Dieser Laufroboter wurde entwickelt, um statisch stabiles Laufen in unwegsamem Gelände zu erforschen. Durch die flexible verhaltensbasierte Steuerung kann sich Lauron unbekannten Situationen anpassen. Der mechanische Aufbau und die unterschiedlichen Lauf- und Bewegungsmöglichkeiten ermöglichen auch in Extremsituationen eine stabile Fortbewegung. Für die benutzergestützte Steuerung wurde eine Panoramakamera auf den Roboter montiert. So behält der Bediener einen Überblick über den Roboter und dessen Umgebung. Durch den Einsatz einer Augmented-Reality-Brille werden dem Bediener zusätzlich zum Kamerabild weitere Informationen über den Roboterzustand angezeigt.
Lauron kann selbständig seine Umgebung wahrnehmen und den Weg zu einem angegebenen Ziel planen. Während des Laufens kann der Roboter mit Hilfe von Sensoren mögliche Hindernisse erkennen, um diese entweder zu übersteigen oder zu umgehen. Die Laufmaschine eignet sich für Inspektions- und Serviceaufgaben in unstrukturiertem, unwegsamen oder für den Menschen gefährlichen Gelände, z. B. beim Räumen von Landminen, der Erkundung von Vulkanen oder der Suche nach Verschütteten infolge von Naturkatastrophen.

## Generationen

### Insect(ab ca. 1992)
In den 1990er Jahren entstanden im Lauron-Projekt zunächst einige Prototypen. 1992 wurde Insect, ein Holzprototyp einer sechsbeinigen Laufmaschine, am FZI Forschungszentrum Informatik am Karlsruher Institut für Technologie gefertigt. Er besaß keine Aktoren, war jedoch in der Lage die Gelenkwinkel seiner Beine mittels Potentiometern zu bestimmen.

### Lauron I (ab ca. 1994)

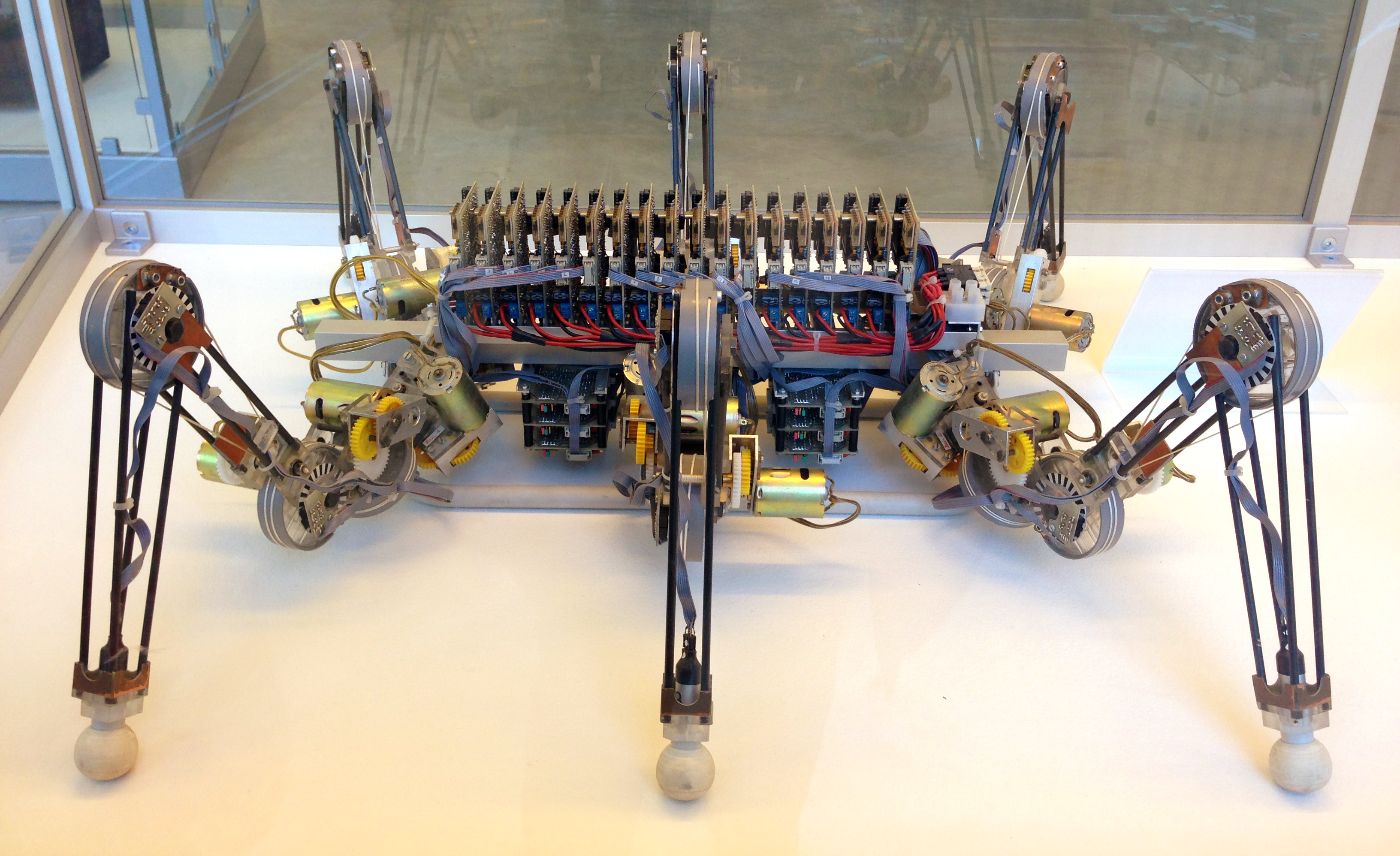
Lauron I aus dem Jahr 1995, heute im Deutschen Museum in München

Lauron I wurde Ende 1993 gebaut und 1994 auf der Cebit der Öffentlichkeit vorgestellt. Er bestand aus Aluminium für den Zentralkörper und faserverstärktem Kunststoff für die Beine und wog ca. 11 kg. Der Roboter wurde mit neuronalen Netzen gesteuert. Das Verhältnis der Beinsegmente zueinander wurde ähnlich ausgelegt wie bei der Stabheuschrecke Carausius Morosus.

### Lauron II (ab ca. 1995)
Ende 1994 wurde die zweite Generation von Lauron entwickelt. Sie zeichnete sich durch eine veränderte Konstruktion und zusätzliche Sensorik, wie Fußkraft- und Neigungssensoren, aus. Durch die schwereren Beine, die nun aus Aluminium gefertigt waren, erhöhte sich das Gewicht auf 16 kg. Lauron II wurde als Testplattform für verschiedene Regelungsstrategien und für das maschinelle Lernen verwendet.

### Lauron III (ab ca. 1999)
1999 wurde die dritte Lauron-Generation konstruiert. Mit einem Gewicht von 18 kg war der Roboter in der Lage bis zu 10 kg Zusatzlast zu tragen. Die neuronalen Netze, die in den vorhergehenden Lauron-Versionen zur Steuerung verwendet wurden, wurden bei Lauron III durch eine modulare, reaktive Robotersteuerung ersetzt. Neben dem Laufen selbst wurde mit dem Roboter nun auch auf neuen Gebieten wie Lokalisierung, Navigation und Umweltmodellierung geforscht. In den folgenden Jahren wurden acht Robotersysteme des Modells Lauron III gebaut und verkauft.

### Lauron IV (ab ca. 2004)
Die vierte Generation von Lauron wurde 2004 entwickelt. Die mechanische Konstruktion wurde im Vergleich zum Vorgänger-Modell mit Bezug auf die Robustheit verbessert. Die Seilzüge in den Beinen wurden durch Zahnriemen ersetzt und ein neuartiger Kopf mit zwei Freiheitsgraden wurde angebracht. Der Zentralkörper wurde aus kohlenstofffaserverstärktem Kunststoff gefertigt. Lauron IV wiegt 27 kg und kann mit einer Geschwindigkeit bis zu 0,22 m/s laufen. Mikrocontroller, die vorher zur Steuerung eingesetzt wurden, wurden bei Lauron IV durch zwei Embedded-PCs und spezielle Motorsteuerungselektronik ersetzt. Weiterhin wurden NiMH-Akkus integriert, mit denen der Roboter bis zu 60 Minuten betrieben werden kann. Die aktuelle Version des Laufroboters ist Lauron IVc. Sie wurde Ende 2005 fertiggestellt und hat kleinere mechanische Verbesserungen in den Beinen und kleinere Hardware-Änderungen gegenüber den Vorgängerversionen. Die verhaltensbasierte Robotersteuerung reagiert schnell auf Hindernisse und Geländeunebenheiten und erlaubt es, sich auch in unstrukturiertem Gelände sicher fortzubewegen. Von dieser Generation wurden drei Laufroboter in Betrieb genommen. Die Version IVc ist seit ca. 2005 am FZI im Einsatz.

### Lauron V (ab ca. 2013)
Die fünfte Generation wurde im Rahmen der internationalen Robotik-Konferenz IEEE ICRA im Sommer 2013 vorgestellt.
Lauron V zeichnet sich vor allem durch ein zusätzliches Rotationsgelenk aus. Es vergrößert den Arbeitsraum jedes Beins, ermöglicht die Orientierung des Fußes gegenüber dem Untergrund vorzugeben und Objekte mit den Vorderbeinen zu greifen und zu manipulieren. Die kinematische Struktur orientiert sich noch stärker am biologischen Vorbild und sorgt für eine sichere Fortbewegung. Lauron V soll für anspruchsvolle Inspektions- und "Search-and-Rescue"-Aufgaben einsetzbar sein.
Lauron V nahm beim SpaceBot Cup des DLR teil, dessen erster Wettbewerb im Rahmen der Internationalen Luft- und Raumfahrtausstellung in Berlin 2012 eröffnet wurde. Beim Wettbewerb im Herbst 2013 in Rheinbreitbach führten ein fehlerhafter Kabelkontakt zum Fußsensor und ein Integrationsfehler zwischen Softwarekomponenten dazu, dass Lauron V stehen blieb und in einen Motorsicherungsmodus schaltete, der als Auf- und Abbewegung des Roboters wahrgenommen werden konnte.